# Emmanuel Bulz
Emmanuel Bulz (6 mars 1917 à Vienne en Autriche - 4 novembre 1988 à Luxembourg) est un rabbin français résistant, grand-rabbin du Luxembourg.

## Biographique
Emmanuel Bulz est né le 6 mars 1917 à Vienne, en Autriche. Il est le fils de Moshe Bulz et de Berta Bulz. Moshe Bulz est né circa le 1er janvier 1887 à Magierów, en Pologne et est mort en 1941 dans un camp de concentration à Belgrade en Serbie. Berta Bracha Marija Bulz, née Fingerhut, est née en 1891 à Radekhiv, en Ukraine et est morte en 1942 dans un camp de concentration à Belgrade en Serbie. Berta Bulz est la sœur du rabbin Abraham Fingerhut. 
Emmanuel Bulz a deux sœurs, Fanny Cahanowitz et Lea Fleishman. Fanny Cahanowitz est née le 7 décembre 1914 à Innsbruck, au Tyrol, en Autriche et est morte le 25 juin 1975 à Givatayim, Tel-Aviv, en Israël. Lea Fleishman est née le 21 janvier 1921 en Pologne et est morte le 31 décembre 1989 à Tibériade en Israël.
Emmanuel Bulz épouse Hélène Englard, née le 4 juillet 1923 en Pologne et morte circa 2015 à Luxembourg.  

### Études
Il passe son enfance à Belgrade où il fait ses études secondaires.
En 1937, il entre au Séminaire israélite de France.

### Grand-rabbin du Luxembourg
En 1959, il devient grand-rabbin du Luxembourg,,.

### Articles
- Emmanuel Bulz. Edmond Fleg -témoin de son temps. In: Hans Otto Horch & Charlotte Wardi. Jüdische Selbstwahrnehmung. La prise de conscience de l'identité juive. Max Niemeyer Verlag, Tübingen,  1997[10]

### Ouvrage
- Emmanuel Bulz. Le Divorce en Droit Rabbinique dans ses Rapports avec le Droit Laique Moderne. La Chaux-de-Fonds, 1954.